# Pierre Dejussieu-Pontcarral
Pour les articles homonymes, voir Pontcarral (homonymie).
Pierre Dejussieu-Pontcarral, né le 14 février 1898 à Lyon et mort le 1er août 1984 à Paris, est un général, résistant et déporté français, compagnon de la Libération. Il combat lors de la Première et de la Seconde Guerre mondiale. Il est l'un des chefs de la Résistance intérieure française, à la tête de l'Armée secrète.

## Biographie
Fils d'Ernest-Marie Dejussieu, colonel de cavalerie et de Jeanne Olinet, Pierre-Marie-Philippe Dejussieu entre à l'École spéciale militaire de Saint-Cyr à 18 ans en 1916 (promotion "Des Drapeaux et de l'Amitié américaine") et est affecté l'année suivante au front comme aspirant au 52e régiment d'infanterie coloniale au sein de la 10e division d'infanterie coloniale (la "division Marchand"). Un mois après son arrivée sur le front, il est cité à l'ordre de l'armée et reçoit la médaille militaire pour son courage lors de la bataille de Verdun. Il est nommé sous-lieutenant en février 1918 et est blessé par balle, quelques mois plus tard, en juillet.
Après la Première Guerre mondiale, Pierre Dejussieu sert dans les années 1920 et 1930 en Tunisie, au Maroc, puis en Chine et en Indochine. Il suit les cours de l'École de guerre en 1929 ainsi que ceux de l'École supérieure d'électricité.

### Seconde Guerre mondiale
Au début de la Seconde Guerre mondiale, en 1940, il est affecté comme chef de bataillon à l'état-major du 45e corps d'Armée commandé par le général Daille positionné dans le Jura. Il combat dans le Doubs, près de Maîche et Trévillers. Une grande partie de ce corps d'armée, dont une division polonaise, se réfugie en Suisse pour éviter d'être fait prisonnier. Pierre Dejussieu revient en zone libre en février 1941 et il est affecté à la section des missions de l'armistice à Clermont-Ferrand.
Parallèlement, il entre secrètement dans la Résistance, intégrant le mouvement Combat dont il prend assez rapidement le commandement de la région de Clermont-Ferrand (région R6) sous le pseudonyme de "Bourguignon" qu'il change en "Félicien" lors de la création de l'Armée secrète (AS) à l'automne 1942. Après l'arrestation du général Delestraint, il est nommé chef de l'AS pour la Zone sud le 23 juillet 1943 et prend alors le pseudonyme de "Pontcarral". À la fin de l'année 1943, il est nommé général puis en janvier 1944, il devient chef d'état-major des Forces françaises de l'intérieur (FFI) pour l'ensemble du pays. Il est arrêté par la Gestapo à Paris le 2 mai 1944 et interné à la prison de Fresnes. Il est déporté trois mois plus tard, le 15 août 1944, au camp de concentration de Buchenwald par le « convoi des 57000 », puis deux semaines après à celui de Dora-Mittelbau. Il organise une résistance au sein du camp qui sabote la fabrication des fusées V2.
Face à l'avance des armées alliées, les déportés sont transférés au camp de Bergen-Belsen début avril 1945 et le 15 de ce mois, le camp est libéré par les Britanniques.
Revenu en France, le général de Gaulle le fait compagnon de la Libération le 18 juin 1945.

### Après-guerre
Au lendemain de la Seconde Guerre mondiale, officiellement appelé Pierre Dejussieu-Pontcarral, il est nommé chef de la mission d'inspection de l'armée de la subdivision de Toulon-Nice. Il devient général de corps d'armée en 1957 et est nommé adjoint au commandant des forces terrestres Centre-Europe de l'OTAN, le général allemand Hans Speidel poste qu'il occupera de 1957 à 1958 à Fontainebleau.
Il prend sa retraite en 1958. À partir de 1969 jusqu'à sa mort, il est élu Président national de l'Association nationale des croix de guerre et de la valeur militaire, fondée en 1919 par le vice-amiral Émile Guépratte.
Pierre Dejussieu-Pontcarral meurt le 1er août 1984, à 86 ans, à Paris et après des obsèques à la cathédrale Saint-Louis-des-Invalides, il est inhumé au cimetière du Montparnasse (division 4).

## Distinctions et décorations

### Décorations françaises
- Grand-croix de la Légion d'honneur[2]
- Compagnon de la Libération par décret du 19 octobre 1945[2]
- Médaille militaire[2]
- Croix de guerre 1914–1918 (2 citations)[2]
- Croix de guerre 1939–1945[2]
- Médaille de la Résistance française avec rosette par décret du 31 mars 1947[2]
- Croix du combattant volontaire de la guerre de 1939–1945[2]
- Médaille d'Or de l'éducation physique[2]
- Médaille commémorative de la guerre 1914–1918[2]
- Médaille interalliée de la Victoire[2]

### Décorations étrangères
- Legion of Merit (États-Unis)[2]
- Croix de guerre[2] (Belgique)
- Commandeur de l'ordre de Léopold (Belgique)[2]
- Croix de Guerre polonaise[2]
- Croix du Virtuti Militari (Pologne)[2]
- Commandeur de l'ordre royal du Cambodge[2]
- Grand Officier du Nichan Iftikhar[2]
- Grand Officier de l'Ordre du Nichan el Anouar[2] (ordre colonial)
- Grand Croix de l'Étoile d'Anjouan[2] (ordre colonial)

## Ouvrages
- La Nation armée de la République Française, Soulas, Paris 1947.
- Préface de Le Héros, de Jean Durtal et Pierre-Marie-Philippe Dejussieu, Paris 1946.